# Tanbur
Els termes tanbur, tanbūr, tanbura, tambur, tambura o tanboor es poden referir a diversos instruments de mànec llarg, cordòfons amb orígens a Mesopotàmia, Àsia del sud o Central. Segons el New Grove Dictionary of Music and Musicians, "la terminologia presenta una situació complexa. Avui dia el terme tanbur (o tambur) és aplicat a una varietat molt diversa d'instruments de corda de mànec llarg de corda que han estat utilitzats a l'art i el folklore tradicional de l'Iran, Índia, Kurdistan iraquià, Afganistan, Pakistan, Turquia, Tadjikistan, el Kazakhstan, Uzbekistan. Hi ha instruments similars o idèntics coneguts també per altres termes."

## Orígens
Els tanburs han estat presents a Mesopotàmia des de l'Imperi accadi o el tercer mil·lenni BC.
S'han trobat tres figures a Susa que pertanyen al 1500 BC, i a les mans d'una d'elles apareix un instrument molt similar al tanbur.
També hi ha una imatge a unes roques properes a Mosul, d'aproximadament 1000 anys BC que mostra uns intèrprets de tanbur.
Tocar el tanbur era comú com a mínim pel tardà Imperi Part i a l'Imperi Sassànida, la paraula 'tanbur' ja es troba en textos de Pahlavi i a l'Imperi Part, com és el cas a Drakht-i Asurig, Bundahishn, Kar-Namag i Ardashir i Pabagan, i Khosrow i Ridag.
En el desè segle Al-Farabí va descriure dos tipus de tanburs trobats a Pèrsia, un Bagdad tunbūr, estès al sud i l'oest de Bagdad, i un Khorasan tunbūr. Aquesta distinció pot ser la font de diferenciació moderna entre instruments àrabs, derivats del tunbūr de Bagdad, i aquells trobats a Iraq del nord, Síria, Iran, Sindh i Turquia, del Khorasan tunbūr.
El nom persa es va estendre, aplicant-se eventualment a cordòfons de mànec llarg emprats a la música de l'Àsia Central, com la dombra i els tunbur turcs i kurds. Fins a principis del segle xx, els noms chambar i jumbush van ser aplicats a instruments de l'Iraq del nord. A l'Índia el nom utilitzat va ser tanpura (tambura), un llaüt sense trasts. El tanbur va viatjar a través d'Al-Hirah a Aràbia i en el període primerenc de l'Islam es va estendre cap als països europeus. El tanbur va ser anomenat 'tunbur' o 'tunbureh/tunbura' a Al-Hirah, i en grec va ser anomenat tambouras, llavors es va difondre cap a Albània també com 'tampura', a Rússia va ser anomenat 'domra', a Siberia i Mongòlia 'dombra', i a l'Imperi Romà d'Orient va ser anomenat 'pandura/bandura'. Va viatjar a través de l'Imperi Romà d'Orient a altres països europeus i va rebre noms com pandura, mandura, bandura, etc.
Més tard el tanbur iranià es va associar a la música d'Ahl-e Haqq, un moviment religiós ghulat, similar a un ordre sufí, i en àrees kurdes, a les províncies de l'Iran Lorestān i Sistan va Baluchestan, on és anomenat 'tembûr'.

## Tipus

### Tanbur iranià
Avui dia el tanbur kermanxah (o tanbur kurd o tembûr o tanboor o tanbour) es toca per tot arreu a l'Iran, i és anomenat només "tanbur". El tanbur iranià es construeix principalment a Kermansah, la Província de Kurdistan i Lorestan. Els tanburs kermanxahns són els més famosos i acceptats sobretot a la regió Gorani i a Sahna.
El tanbur és actualment l'instrument musical utilitzat als rituals yarsanís, i els practicants veneren els tembûrs com a objectes sagrats.
Existeix també un tanbur taleshi a la petita regió de Talesh, al nord de l'Iran, i tanburak (tanburg) a Balutxistan, cap al sud-est de l'Iran. Però el tanbur de Kermanxhan és el principal i més conegut a l'Iran.
El tanbur iranià té forma de pera, normalment construïda amb entre 7 i 10 costelles encolades. La taula de so normalment està feta de fusta de morera  i s'hi cremen alguns forats de resonància. El mànec està separat del cos, té tres cordes de metall i el primer ordre és doble. La melodia es toca ràpidament a les cordes dobles amb una única tècnica amb tres dits de la mà dreta. El tanbur iranià s'associa amb la música sufí kurda de l'Iran Occidental.
Fa 80 centímetres d'alçada i 16 centímetres d'ample. La caixa acústica té forma de pera feta per una o diverses peces encolades entre elles de fusta de morera. El mànec és fet de noguera i té catorze trasts afinats en una escala semicromàtica temperada. Té dues cordes d'acer afinades per intervals de quinta, quarta o segona. La corda més aguda pot ser de doble ordre.

### Àsia central
- El tanbur afganès (o tambur) es toca principalment al nord de l'Afganistan, a Mazar-e Xarif i Kabul. El que s'utilitzava era de mànec ample i un cos similar a una carbassa, però avui dia s'assemblen més al dutar d'Herat, amb un contorn més rodó i el mànec és buit. És similar al setor. El cos és fet d'una peça de fusta (morera) i el mànec està separat, normalment està decorat. Té 3 ordres (poden ser simples o dobles) de cordes de metall. El tanbur afganès es toca amb el mateix estil que el tanbur i el sitar, amb un plectre de metall al dit. La música pot ser acompanyada de cant i dansa o (més rarament) tocant ghazals clàssics.[7] El tanbur afganès té cordes simpàtiques.[8]
- El tanbur Tajik/Uzbek té quatre cordes de metall disposades sobre un pont solt petit situat a la vora del cos. Es toca sempre amb un plectre al dit índex. El cos (buidat a mà) i la tapa són fets de fusta de morera. El mànec sovint es decora amb os o plàstic blanc.
- El tembor es toca a Xinjiang. Té un mànec molt llarg i cinc clavilles, i cinc cordes de metall disposades en tres ordres, tant el primer com el tercer són dobles.

### Tambur turc

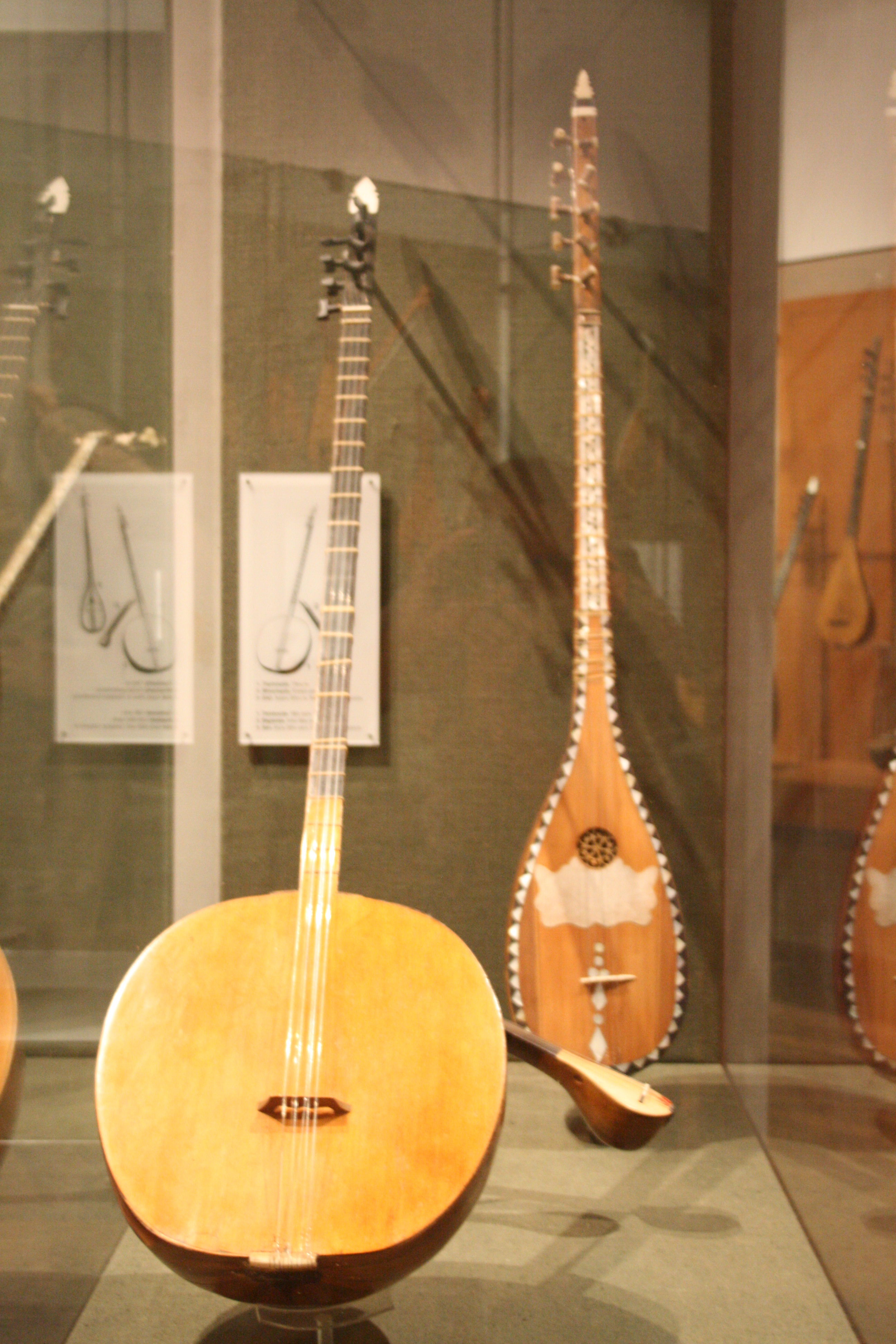
D'esquerra a dreta: tambur turc, bagalama grega, tambouras

- El tambur turc té un mànec prim molt llarg i el cos d'aproximadament 20 a 25 costelles de fusta primes en forma arrodonida. Té sis (tres parells) cordes de metall.[6]
- El yanbur yaylı també es toca a Turquia. Deriva del tanbur pinçat més vell, té un mànec llarg i una caixa de metall o fusta que sovint està coberta de pell o d'acrílic similar a la del banjo.

### Altres instruments de corda pinçada

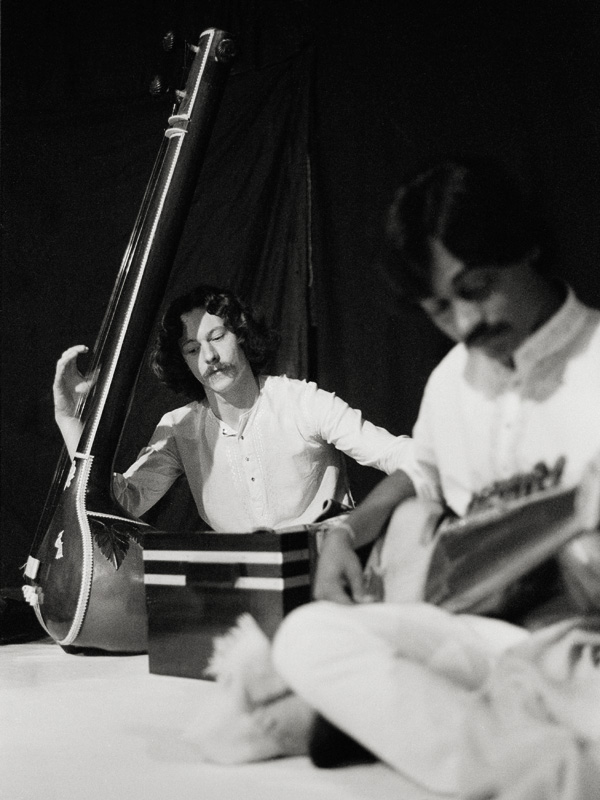
Tanpura de l'Índia del nord (esquerra) sovint emprat per a acompanya un recital de sarod.

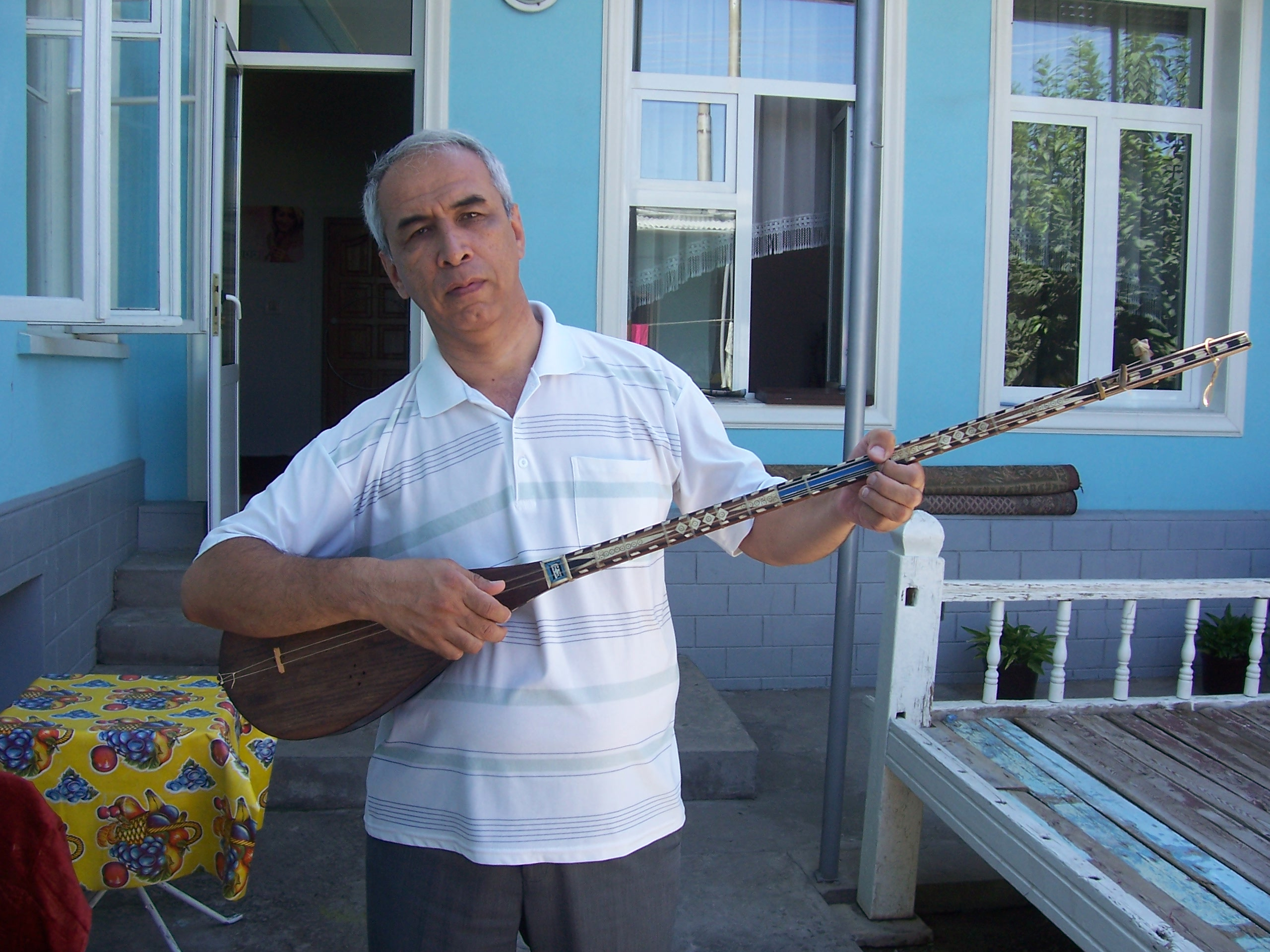
Dutar uzbek

- El dombra del Kazakhstan (o dombyra o dombira o dombora) és molt similar al dutar tot i que és fet de fustes, i té un claviller pla en comptes d'una extensió al mànec.
- El dambura afganès es toca sobretot al nord de l'Afganistan. Té dues tipologies lleugerament diferents: el dambura tukesani i el dambura badachstan.

- Dambura turkestani: no té trasts, té dues cordes de budell o niló fixades amb clavilles planes amb forma de T, sobre un pont petit de fusta al final del cos.
- El dambura badachstan és similar al dambura turkestani, però és una mica més petit, el mànec i el cos són tallats d'una sola peça sola de fusta de morera.

- El tanburag pakistanès és un llaüt de mànec llarg amb un cos gran, té tres cordes de metall, era anomenat tanburag [tanboorag] o dhambura, però també damburo o kamach(i).
- La tanpura índia (tanpura, tamboura o taanpura o tanipurani) es troba amb diferents formes i a diversos llocs i, fins i tot, existeix la tanpura elèctrica.
- El tanbur Shirvan ta té forma de pera i pertany a la mateixa família d'instruments del saz. La longitud total del tanbur és de 940 mil·límetres. La longitud del cos és 385 miímetres, l'amplada és 200 mil·límetres i l'alçada és 135 mil·límetres. La longitud del coll és 340 mil·límetres, i la longitud del cap és 120 mil·límetres. El tanbur Shirvan té una tesitura del Do de la primera octava fins al Mi de la segona.
- El tanbur Pamiri és considerat per ser un instrument més solemne. El seu to és més profund i la seva sintonia més complex que del rubab. El tanbur és 80–85 cm dins longitud, i és carved del tronc d'un mulberry o arbre d'albercoc. La seva caixa de ressonància és feta de cabra o pell d'ovella. El seu unfretted fingerboard té un buit de crear una veu més potent, i la seva part superior és shaped com una lluna mitja. Té set cordes de niló i un vuit-corda, el qual duplica la nota més alta.[9]
- Instruments similars de música europea de l'est incloent-hi l'Europa Oriental i Central, la tamburica (tamboura o tamburrizza), el domra rus, la bandural ucraïnesa. El tambouras grec té un mànec llarg, de la família del llaüt, similar al saz turc i el tanbur persa.

A més més, el tanbur va influir en el disseny de molts altres instruments, com per exemple;
- El baglama (saz) es troba al Caucas, Iran, Turquia, Síria del nord, Iraq occidental, i al sud-est d'Europa. A Turquia, els termes bağlama i saz es refereixen a un llaüt de mànec llarg utilitzat a la música tradicional. De prop s'hi relaciona el bouzouki grec i el buzuq, un instrument trobat en nuclis urbans com Bagdad, Damasc i Beirut.
- El dutar i setar es troben a Iran i l'Àsia central, deriven del tunbūr Khorosanian.
- Tamburica o tamboura (bosnià: Tamburica: Tamburicacroat: Tamburica, búlgar: Тамбура: Тамбура, croat: Tamburica: bosnià: Tamburica, serbi: búlgar: Тамбура, significant "poc Tamboura"; hongarès: Tambura: Tambura; grec: Ταμπουράς:, de vegades escrit tamburrizza) es refereix a qualsevol membre d'una família de llaüts de mànec llarg, populars a Europa del sud i Europa central, particularment Hongria, Bòsnia i Hercegovina, Bulgària, serbi: Тамбурица (especialment Vojvodina), Macedònia on és un instrument essencial de la música tradicional, com el kaval i la gaita, Eslovènia, Croàcia (especialment Slavònia).serbi: Тамбурицаhongarès: Tambura També es coneix a Burgenland. Tots van agafar el nom i algunes característiques del tanbur persa però també tenen similituds amb la mandolina, com les cordes pinçades i sovint dobles. El trasts són movibles per permetre diversos modes.

### Altres instruments
El nom també s'ha utilitzat per a molts altres instruments de classes diferents que inclouen:
- Tambors com el tabor i la pandereta.[10]
- La tanbūra és una lira de l'Orient Mitjà i Àfrica oriental. Agafa el seu nom del persa tanbur via l'àrab tunbur (طنبور), encara que aquest terme s'ha referit durant molt temps als llaüts. L'instrument compleix una funció important als rituals zār. L'instrument probablement s'originà a l'Alt Egipte i al Sudan i és utilitzat en els Fann A-Tanbura al Golf.[1]